# 女子挺身勤労令
女子挺身勤労令（じょしていしんきんろうれい、旧字体：女子挺󠄀身勤󠄁勞令、昭和19年8月23日勅令第519号）は、日本で1944年8月に公布された勅令。

## 概説
同令により、「国民職業申告令」が定める対象者（1944年2月の同令改正によれば、12歳から40歳までの女性）が軍需工場などの戦争遂行体制に動員された。
違反した場合、国家総動員法により1年以下の懲役または1,000円以下の罰金に処された。女子挺身隊は、国民勤労報国協力令などに基づき、これ以前から結成されていたが:367、1945年に女子挺身勤労隊が国民義勇隊に再編されたのに伴い、国民義勇隊令により、女子挺身勤労令は廃止された。

### 日本統治下の朝鮮
強制力を伴うこの勅令は、法令上は、日本統治下の朝鮮半島にも施行されたが、秦郁彦は、朝鮮半島の女子には適用されなかったとしている。1944年10月の朝鮮総督府鉱工局労務課作成の「国民徴用の解説」というパンフレットには、「女子挺身勤労令の発動によるという考えは今のところ持っていない」「今後ともこの官指導斡旋を建前とするつもり」とある:367。